# Lepetellidae
Lepetellidae is een familie van weekdieren uit de klasse van de Gastropoda (slakken).

## Taxonomie

### Onderfamilies
- Choristellinae Bouchet & Warén, 1979
- Lepetellinae Dall, 1882

### Geslacht
- Bogia Dantart & Luque, 1994
- Lepetella Verrill, 1880
- Saptadanta Prashad & Rao, 1934
- Tecticrater Dell, 1956